# Pozdrav slunci
Pozdrav slunci, v sanskrtu súrja namaskára nebo súrja namaskar, je nejznámější série jogínských ásan (držení těla) v systému Hatha jógy. Súrja je v sanskrtu slunce a namaskar znamená pozdrav. Tato serie jogínských ásan může být praktikována v různých stavech vědomí a vztahuje se jak na fyzická cvičení, tak i na duchovní cestu popsanou v Pataňdžaliho Sádhana páda, kam patří mimo jiné pránajáma, mantra meditace a čakra meditace.

## Historické doklady
V hinduismu je uctívání slunce známé z rukopisů véd.
| आ कृष्णेन् रजसा वर्तमानो निवेशयन्न अमृतं मर्त्यं च । |
| हिरण्ययेन सविता रथेना देवो याति भुवनानि पश्यन ॥     |
| Rgvéda 1. 35. 2                      |

Bohu Slunci - Súrjovi
Paprsky nesou už vzhůru boha, jenž bytosti zná, aby všichni viděli Slunce. Před vševidoucím Sluncem hvězdy s temnotou noci jak zloději plíží se pryč. Daleko široko po sídlech lidí šíří se jas, paprsky jeho planoucí jak hořící ohně. Vítězné Slunce, všem zřejmé, po celém prostoru záříš, nosiči denního světla. K bohům obrácen vycházíš, obrácen k lidem, k celému světu, aby zřeli nebeské světlo, ty oko čistého Varuna, kterým se rozhlíží vládce, jak kdo z lidí je činný. Dny nocí vyměřujíc, ó Slunce, širým prostorem kráčíš a na tvorstvo shlížíš. Sedm plavých koní veze tvůj vůz, bože s plamenným vlasem, Slunce dalekovidoucí!
Rgvéda 1.50. 1-10
Známým hymnem oslavujícím slunce je Áditja Hridaja z Rámájany.

## Osm odvětví Radža jógy
Pataňdžali vysvětluje v Sadhana páda osm odvětví jógy (Jógánga ánušthánád), závislých na stavu vědomí (džňánah díptih), které vedou ke sjednocení (vivékah khjátéh):
1. Jama - vývojem správného jednání – pravdivost (satja), nenásilnost (ahimsá), nesobeckost (astéja), mravnost (brahmačárja) a bezmajetnost (aparigraha)
2. Nijama - vývojem duchovních hodnot - čistota (šauča), soucit (santóša), askeze (tapas), studium véd (svadhája), oddanost nejvyššímu pánu (íšvarapranidhána)
3. Ásana - vývojem držení těla – (Hatha jóga)
4. Pránájáma - vývojem vdechu, výdechu a zadržení dechu
5. Pratjáhára - vývojem nelpění na objektech smyslů
6. Dhárana - vývojem zaměření smyslů na íšvaru
7. Dhjána - vývojem meditace zaměřené na íšvaru
8. Samádhi - vývojem transu zaměřeného na íšvaru (2.45, 3.3)

## Jednotlivé ásany
| Pozice | Název                   | Dýchání        | Obrázek |
| ------ | ----------------------- | -------------- | ------- |
| 1 a 12 | Pranam ásana            | výdech         |         |
| 2 a 11 | Úrdhva Hastaásana       | vdech          |         |
| 3 a 10 | Uttanásana              | výdech         |         |
| 4 a 9  | Godhapitham ásana       | vdech          |         |
| 5 a 8  | Adho mukha švanásana    | zadržení dechu |         |
| 6      | Aštanga namaskára ásana | výdech         |         |
| 7      | Úrdhva mukha švanásana  | vdech          |         |

## Mantry
| Ásana                                                              | Mantra        | Mantra                                 | Mantra                   | Čakra               |
| Ásana                                                              | *             | Sanskrtsky                             | Česky                    | Čakra               |
| ------------------------------------------------------------------ | ------------- | -------------------------------------- | ------------------------ | ------------------- |
| 1                                                                  | óm hrám ॐ ह्रां  | óm mitrája namah ॐ मित्राय नमः             | Óm zdravím Mitru         | Anáhata अनाहत        |
| 2                                                                  | óm hrím ॐ ह्रीं  | óm ravajé namah ॐ रवये नमः               | Óm zdravím Raviho        | Višuddha विशुद्ध       |
| 3                                                                  | óm hrúm ॐ ह्रूं  | óm súrjája namah ॐ सूर्याय नमः             | Óm zdravím Súrju         | Svadhišthána स्वाधिष्ठान |
| 4                                                                  | óm hraim ॐ ह्रैं | óm bhánavé namah ॐ भानवे नमः              | Óm zdravím Bhánua        | Ádžná आज्ञा           |
| 5                                                                  | óm hraum ॐ ह्रौं | óm khagája namah ॐ खगाय नमः              | Óm zdravím Khagu         | Višuddha विशुद्ध       |
| 6                                                                  | óm hrah ॐ ह्रः  | óm pušné namah ॐ पूष्णे नमः                | Óm zdravím Pušnu         | Manipúra मणिपूर       |
| 7                                                                  | óm hrám ॐ ह्रां  | óm hiranjagarbhája namah ॐ हिरण्यगर्भाय नमः | Óm zdravím Hiranjagarbhu | Svadhišthána स्वाधिष्ठान |
| 8                                                                  | óm hrím ॐ ह्रीं  | óm maríčajé namah ॐ मरीचये नमः            | Óm zdravím Maríčiho      | Višuddha विशुद्ध       |
| 9                                                                  | óm hrúm ॐ ह्रूं  | óm áditjája namah ॐ आदित्याय नमः           | Óm zdravím Áditju        | Ádžná आज्ञा           |
| 10                                                                 | óm hraim ॐ ह्रैं | óm savitré namah ॐ सवित्रे नमः             | Óm zdravím Savitara      | Svadhišthána स्वाधिष्ठान |
| 11                                                                 | óm hraum ॐ ह्रौं | óm arkája namah ॐ अर्काय नमः              | Óm zdravím Arku          | Višuddha विशुद्ध       |
| 12                                                                 | óm hrah ॐ ह्रः  | óm bháskarája namah ॐ भास्कराय नमः         | Óm zdravím Bháskaru      | Anaháta अनाहत        |
| * Tyto bídža mantry se recitují jenom pro jejich zvukovou hodnotu. |               |                                        |                          |                     |